# Асунта, Элина
Элина Катри Мария Асунта (фин. Elina Katri Maria Asunta; 11 января 1913, Выборг, Великое княжество Финляндское — 2011, Йювяскюля, Финляндия) — финская художница.

## Биография
Более тридцати лет работала учителем рисования. Училась в Оулу, где дебютировала в 1953 году и Йювяскюля, где проживала в последние годы. Работы выставлялись на родине и в Канаде (1989).
С 1980 года — член Финского союза художников (Taidemaalariliitto).

## Семья
- Муж — Микко Асунта (†1992), финский художник[2]. В браке с 1935 года.